# مارک دوگن
مارک دوگن (به فرانسوی: Marc Dugain) رمان‌نویس قرن بیستم میلادی اهل فرانسه است.